# Maison de la paix
Das Maison de la paix, wörtlich übersetzt in Deutsch Haus des Friedens, ist das Herzstück des Campus de la paix in Genf, der vom Hochschulinstitut für internationale Studien und Entwicklung (IHEID) betrieben wird. Das vom Bund mitfinanzierte Gebäude wurde 2013 eröffnet. Es beherbergt sowohl den Hauptkampus des IHEID, wie auch die Büros von drei vom Bund ins Leben gerufenen Institutionen. Es sind dies das Genfer Zentrum für Sicherheitspolitik (GCSP), das Genfer Internationales Zentrum für Humanitäre Minenräumung (GICHD) und das Genfer Zentrum für die demokratische Kontrolle der Streitkräfte (DCAF).

## Architektur
Der von Éric Ott vom Büro IPAS aus Neuenburg entworfene Gebäudekomplex besteht aus sechs Baukörpern mit azurblauen Glasfassaden. Sie sind westlich des Bahnhofs Genève-Sécheron auf einem dreieckigen, spitz zulaufenden Grundstück angeordnet. Die Baukörper haben Grundrisse spitzwinkliger Ellipsen verschiedener Grössen, die an Blütenblätter erinnern. Das gestalterische Element der gerundeten Fassade setzt sich auch in den Innenräumen fort, wo keine geraden Wände zu finden sind. Das Gebäude ist nach Minergie-Standard gebaut und mit einer LED-Beleuchtung ausgerüstet. Das Gebäude bietet auf 38.000 m2 Platz für 2000 Studierende und Mitarbeiter. In den Gebäuden sind mehrere Hörsäle untergebracht, der grösste ist das Auditorium Ivan Pictet, das 558 Personen fassen kann. Für die Verpflegung stehen ein Restaurant und eine Cafeteria zur Verfügung.